# Избери своето приключение
„Избери своето приключение“ (на английски: Choose Your Own Adventure) е поредица детски книги-игри, в които историята е написана от второ лице, а действието се избира от читателя, взимайки ролята на протагониста, като така се избира изхода в крайния сюжет. Серията игри се основава на концепция, създадена от Едуард Пакард и първоначално е публикувано от издателството на Р. А. Монтгомъри и Констанц Капел „Вермънт Кросроудс Прес“ като „Твоите приключения“ (Adventures of You), започвайки с „Острова на захарната тръстика“ на Пакард от 1976 година.
„Избери Своето приключение“, публикувана от „Бантъм Букс“, е една от най-популярните детски серии книги през 80-те и 90-те, продавайки над 250 милиона копия между 1979 и 1998 година. Поредицата е преведена на 40 езика. Когато „Бантъм“, към 2025 година собственост на „Рандъм хауз“, е оставила запазената марка да изтече, сериите са подновени от „Чуузеко“, която не преиздава издания от Пакард, който започва собствена поредица преиздавания „Ю-Венчърс“.
На български език от поредицата са издадени от „Плеяда“ книгите-игри „Майсторът на таекуон-до“, „Загадъчното съкровище на Тибет“, „Тайната на пирамидите“ и „Бърлогата на драконите“ на Ричард Брайтфийлд, както и „Пътуване до Стоунхендж“ на Фред Грейвър и „Изгубени край Амазонка“ на Р. А. Монтгомъри.